# Valdepeñas de la Sierra
Valdepeñas de la Sierra es un municipio y localidad española de la provincia de Guadalajara, en la comunidad autónoma de Castilla-La Mancha. El término municipal, que incluye también el núcleo de Alpedrete de la Sierra, tiene una población de 149 habitantes (INE 2024).

## Geografía

### Ubicación
El municipio de Valdepeñas de la Sierra se encuentra en el noroeste de la provincia de Guadalajara, a 44 km de la capital provincial y a 70 km de Madrid. El río Jarama fluye por la parte sur del término. Situado en la Sierra Norte de Guadalajara, 40 km² de los 70 km² de la extensión de la extensión municipal figuran dentro de los límites del parque natural de la Sierra Norte de Guadalajara.

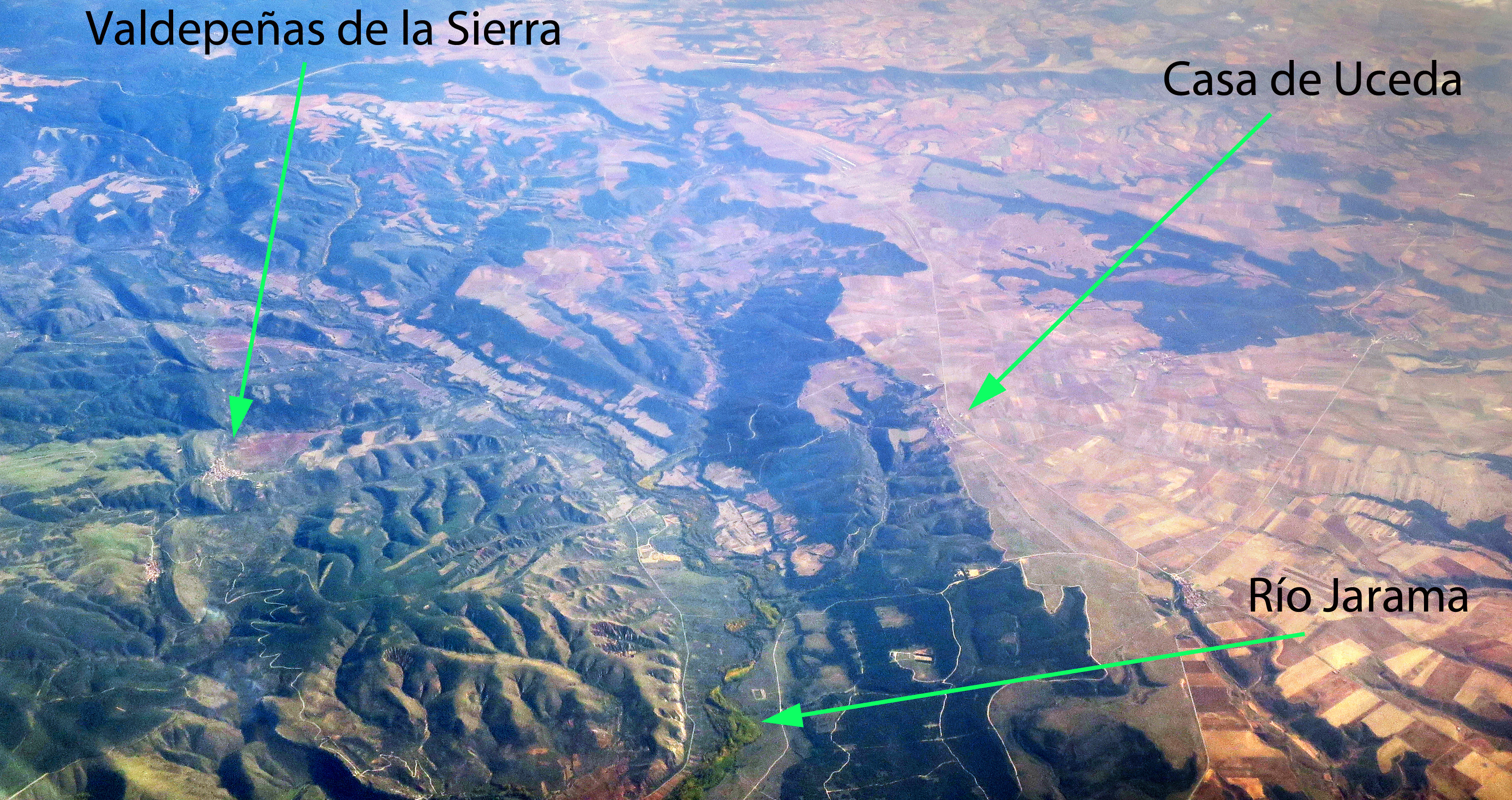
Vista aérea de Valdepeñas de la Sierra y su entorno

El punto más alto del municipio es el cerro de la Torrecilla, de 1572 m s. n. m., situado en la esquina septentrional del límite municipal. Existen vértices geodésicos en el municipio en el pico de Somosierra (1437 m s. n. m.) y en Guadarrama, una pequeña elevación a 990 m s. n. m. en la parte sur del municipio. La menor altitud sobre el nivel del mar son los 700 m s. n. m. a los que se encuentra el cauce del río Lozoya poco antes de unirse al Jarama cuando abandona por el suroeste el término de Valdepeñas de la Sierra. La propia localidad se halla a una altitud de 906 m s. n. m.
| Noroeste: El Atazar y Puebla de la Sierra (Madrid) | Norte: Tortuero    | Noreste: Tortuero                        |
| Oeste: El Atazar (Madrid) y Patones (Madrid)       |                    | Este: Tortuero y Puebla de Valles        |
| Suroeste: Uceda                                    | Sur: Casa de Uceda | Sureste: Villaseca de Uceda y Matarrubia |

### Geología
Geológicamente, Valdepeñas de la Sierra se halla sobre una banda de caliza cretácica atravesada por múltiples barrancos existente entre Tamajón y Torrelaguna, que separa las pizarras del Ordovícico Medio de la parte norte del municipio en la Sierra Norte de Guadalajara y los materiales detríticos del terciario en el valle del río Jarama.

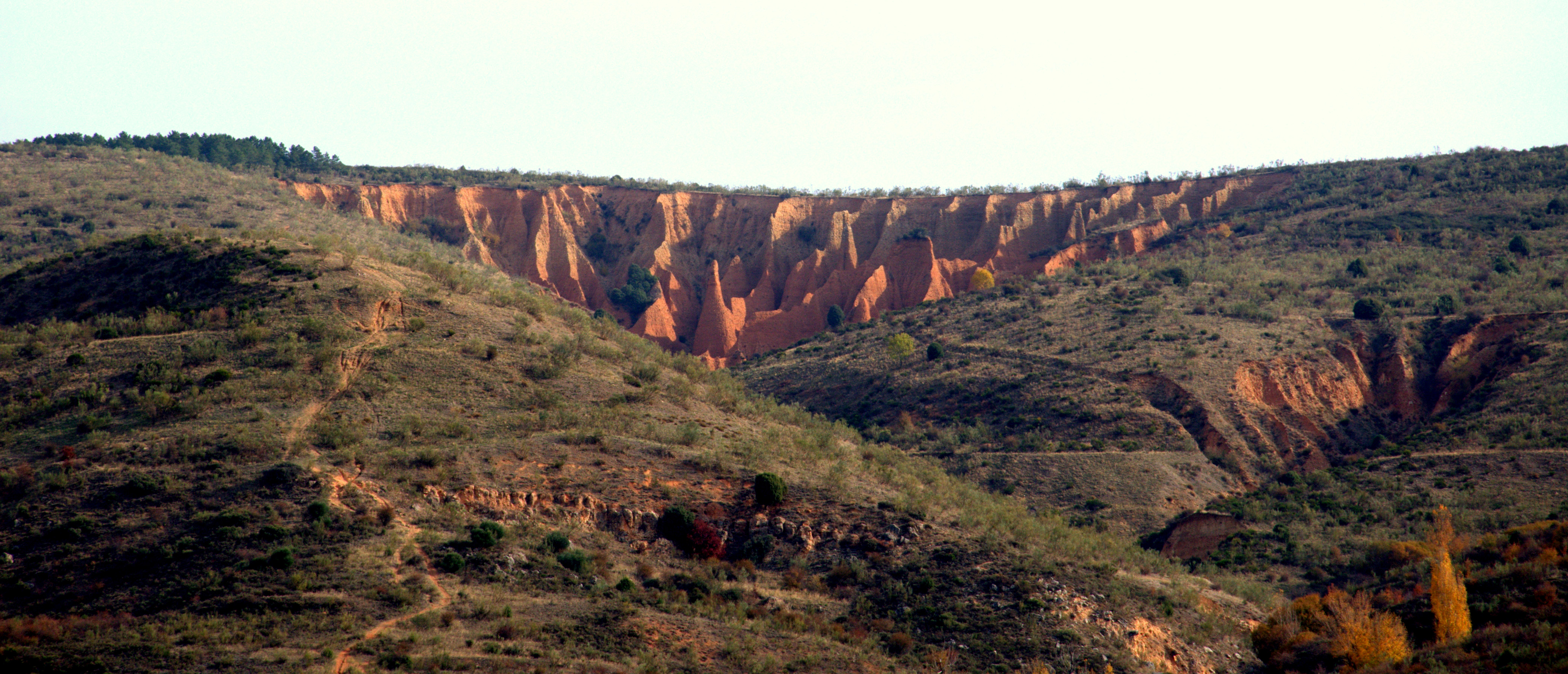
Cárcavas en el término municipal, cerca del Pontón de la Oliva

### Hidrografía

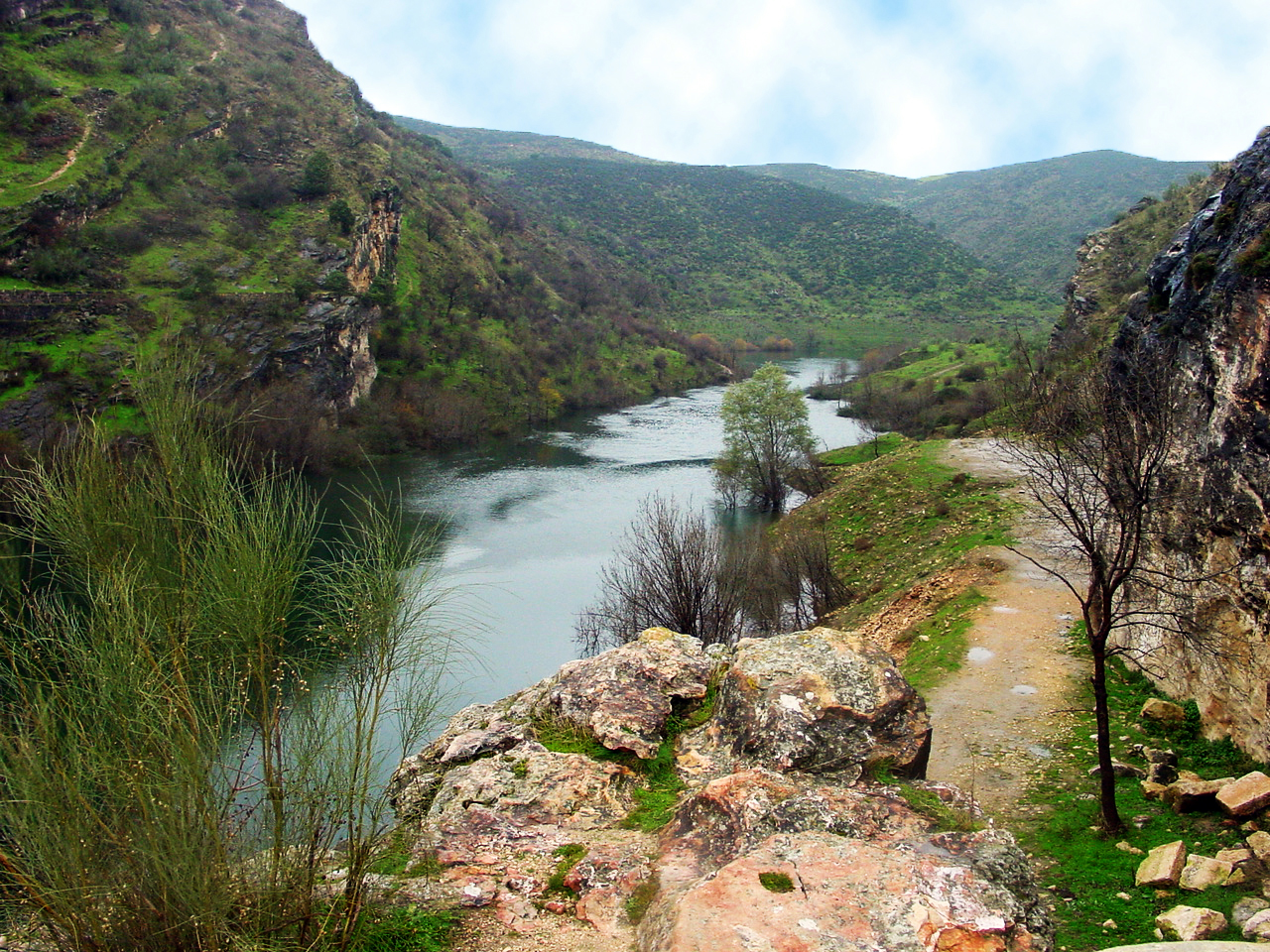
El río Lozoya, que linda con la Comunidad de Madrid, constituye buena parte del borde occidental del municipio

En el término municipal tienen su curso dos ríos importantes. Por la parte sur del municipio transcurre en dirección NE-SO el río Jarama, afluente del Tajo. Por el extremo occidental del término municipal, haciendo frontera con la comunidad de Madrid y el municipio de Patones, transcurre el río Lozoya en dirección N-S antes de desembocar en el Jarama tras sortear el Pontón de la Oliva. Esta presa fue la primera obra hidráulica (1857) realizada por el Canal de Isabel II para abastecer a Madrid. El resto de cursos de agua —Arroyo de la Vega y Arroyo de las Hoces— son arroyos menores de carácter estacional.
El Canal del Jarama, que entró en servicio en 1960, es junto al trasvase Aceña - La Jarosa la única instalación del Canal de Isabel II fuera de la comunidad de Madrid que abastece de agua a la capital. Tiene parte de su recorrido por el municipio de Valdepeñas de la Sierra, pasando muy cerca de Alpedrete de la Sierra. Se presenta como una conducción desde el embalse de El Vado hasta, salvando diferentes barrancos mediante sifones y acueductos, al Depósito Superior del Nudo de Calerizas, en la localidad madrileña de Torrelaguna, en el que se une al Canal del Villar. A partir de allí las nuevas conducciones, denominadas Canal Alto y Canal Bajo, llegan hasta la red de distribución de Madrid.

### Clima
Valdepeñas de la Sierra presenta un clima mediterráneo continentalizado —según la clasificación climática de Köppen un clima Csb (templado con verano seco y templado)—. Mediante interpolación suave de datos recogidos de las diversas estaciones pluviométricas y termopluviométricas de la provincia se ha determinado su precipitación anual promedio alrededor de los 700 mm con un máximo invernal de esta y su temperatura anual media entre 12 y 13 °C. La amplitud térmica diaria se estima en 9 °C.
El municipio de Valdepeñas, como el de Tortuero, ambos en situación cercana a la sierra de la Concha, presentan una cantidad algo mayor de precipitación anual que el resto de municipios de la mancomunidad de Campiña Alta. Si se toma como referencia la cercana estación meteorológica del embalse de El Vado, la ocurrencia de heladas es de 68,6 días en promedio a lo largo del año. En cambio, los fenómenos de granizo, nieve y rocío no son particularmente frecuentes; el último prácticamente inexistente.
| Parámetros climáticos promedio de Valdepeñas de la Sierra (estación de Alpedrete de la Sierra) en el periodo 1946-1966 | Parámetros climáticos promedio de Valdepeñas de la Sierra (estación de Alpedrete de la Sierra) en el periodo 1946-1966 | Parámetros climáticos promedio de Valdepeñas de la Sierra (estación de Alpedrete de la Sierra) en el periodo 1946-1966 | Parámetros climáticos promedio de Valdepeñas de la Sierra (estación de Alpedrete de la Sierra) en el periodo 1946-1966 | Parámetros climáticos promedio de Valdepeñas de la Sierra (estación de Alpedrete de la Sierra) en el periodo 1946-1966 | Parámetros climáticos promedio de Valdepeñas de la Sierra (estación de Alpedrete de la Sierra) en el periodo 1946-1966 | Parámetros climáticos promedio de Valdepeñas de la Sierra (estación de Alpedrete de la Sierra) en el periodo 1946-1966 | Parámetros climáticos promedio de Valdepeñas de la Sierra (estación de Alpedrete de la Sierra) en el periodo 1946-1966 | Parámetros climáticos promedio de Valdepeñas de la Sierra (estación de Alpedrete de la Sierra) en el periodo 1946-1966 | Parámetros climáticos promedio de Valdepeñas de la Sierra (estación de Alpedrete de la Sierra) en el periodo 1946-1966 | Parámetros climáticos promedio de Valdepeñas de la Sierra (estación de Alpedrete de la Sierra) en el periodo 1946-1966 | Parámetros climáticos promedio de Valdepeñas de la Sierra (estación de Alpedrete de la Sierra) en el periodo 1946-1966 | Parámetros climáticos promedio de Valdepeñas de la Sierra (estación de Alpedrete de la Sierra) en el periodo 1946-1966 | Parámetros climáticos promedio de Valdepeñas de la Sierra (estación de Alpedrete de la Sierra) en el periodo 1946-1966 |
| Mes | Ene. | Feb. | Mar. | Abr. | May. | Jun. | Jul. | Ago. | Sep. | Oct. | Nov. | Dic. | Anual |
| --- | --- | --- | --- | --- | --- | --- | --- | --- | --- | --- | --- | --- | --- |
| Precipitación total (mm)                                                                                               | 69.8 | 65.3 | 76.4 | 53.7 | 61.7 | 55.8 | 25.0 | 14.3 | 55.1 | 63.6 | 73.2 | 83.6 | 697.5 |
| Días de precipitaciones (≥ 1 mm)                                                                                       | 8 | 7 | 9 | 7 | 7 | 5 | 2 | 2 | 5 | 5 | 6 | 7 | 70 |
| Fuente: Estudio agroclimático de la región Castilla-La Mancha                                                          | | | | | | | | | | | | | |

## Historia

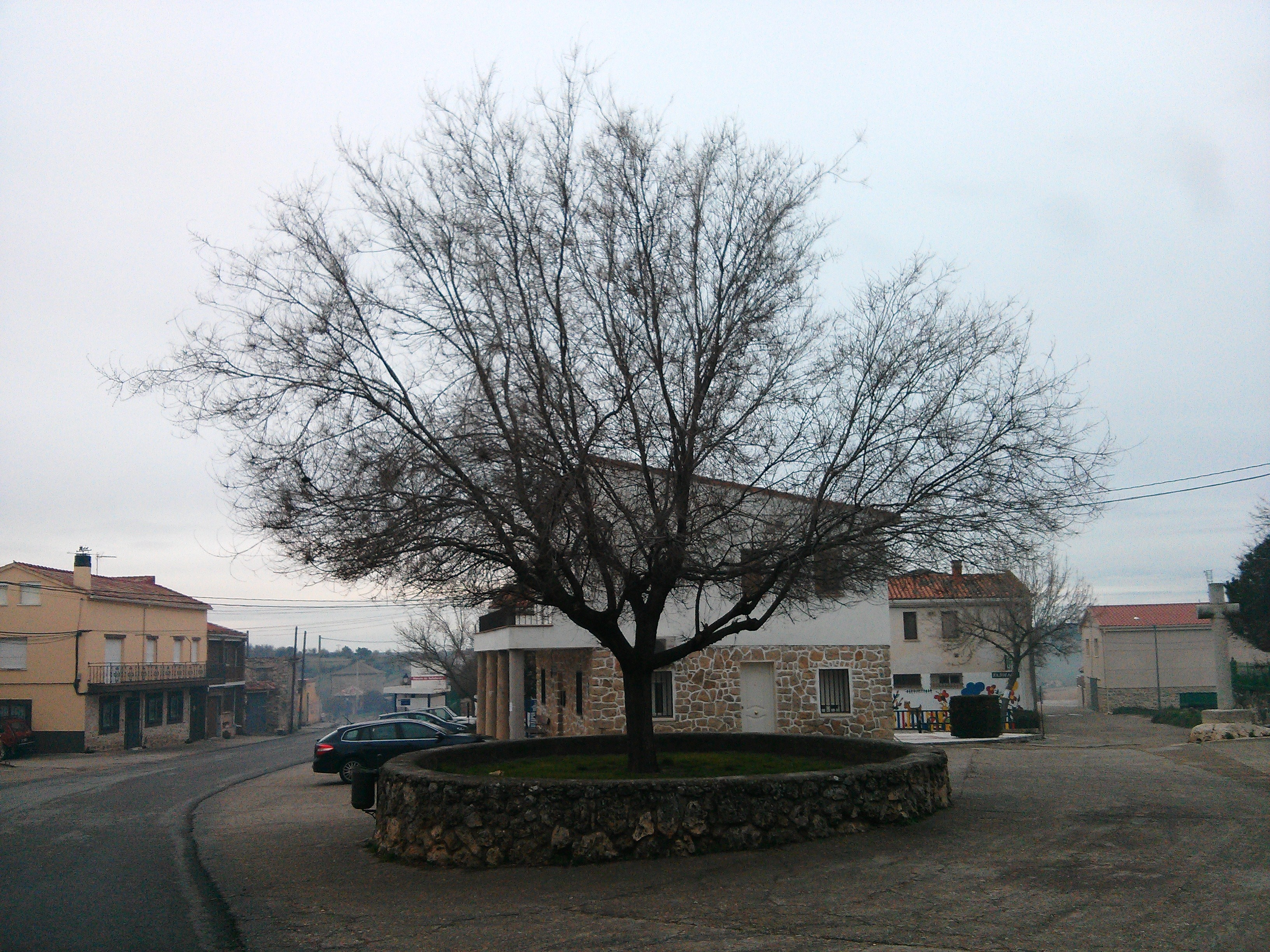
Plaza del Olmo. El crucero moderno se encuentra en la parte derecha de la fotografía

A poca distancia de la localidad, en una cueva situada en un barranco calizo excavado por el Arroyo de la Vega, un afluente estacional del Jarama, fue encontrada en septiembre de 1990 una muestra de arte rupestre esquemático del Neolítico-Calcolítico, con un reducido número de figuras antropomorfas y soles realizadas con pigmento rojo.

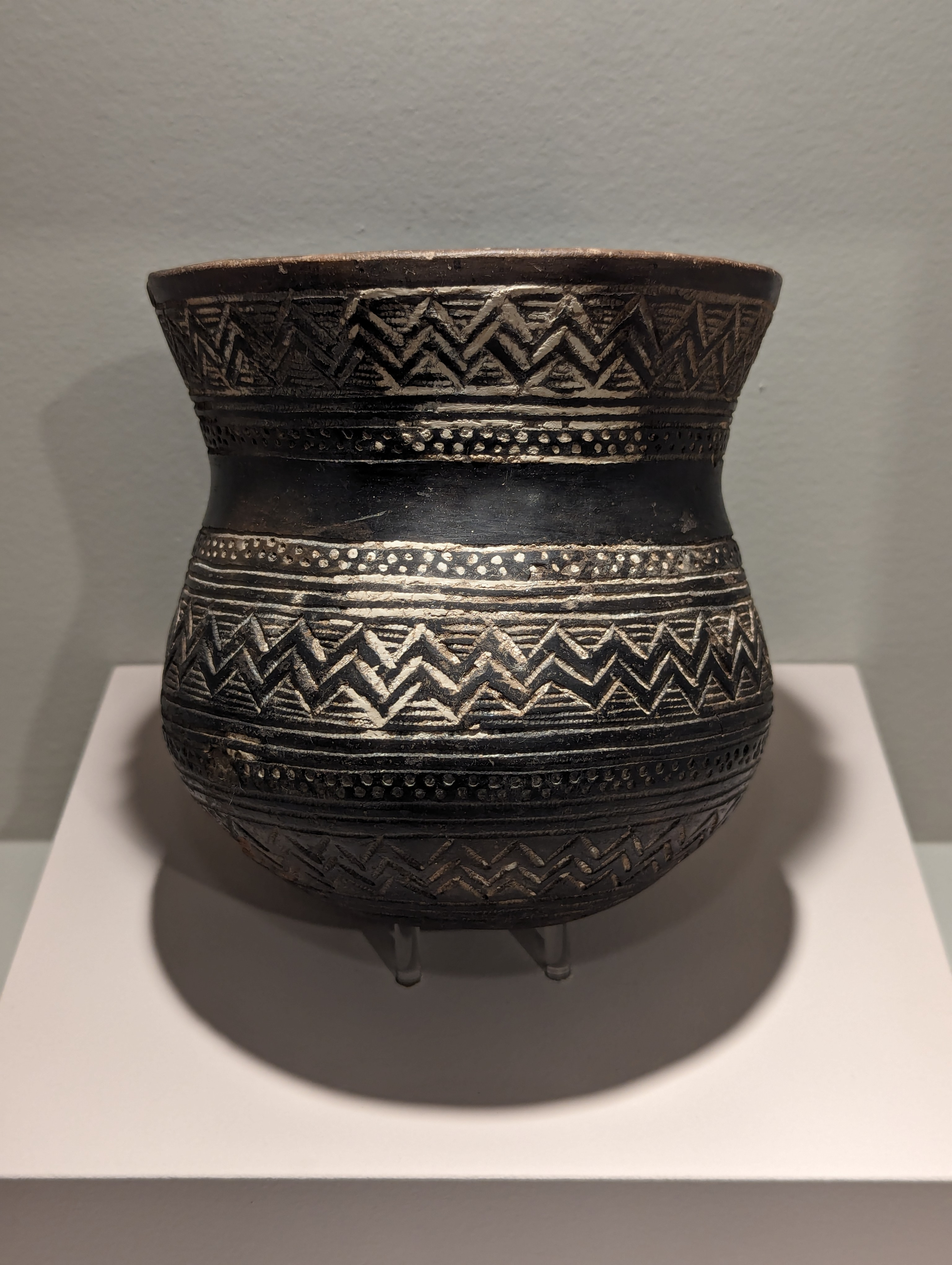
Cuenco campaniforme hallado en la cueva del Destete

En la cueva del Destete se han hallado ejemplares de cerámica campaniforme. Un cuenco hallado en el yacimiento constituye un ejemplar del periodo Campaniforme en perfecto estado de conservación fechado entre el 2600 y el 1700 a. C.
Durante el periodo de Al-Ándalus, el área que hoy ocupa la provincia de Guadalajara perteneció a la Marca Media, formando parte del distrito oriental escasamente poblado, del que la ciudad de Guadalajara (Madīnat al-Faray) era capital. Plazas fuertes musulmanas cercanas a Valdepeñas de la Sierra fueron entre otras las de Atienza, Talamanca o Hita.
La zona fue cedida por Al-Mamún, rey de la taifa de Toledo, a Alfonso VI de Castilla en el año 1072, pasando a formar parte de la comunidad de villa y tierra de Uceda. Tras un breve periodo después de que la villa de Uceda fuera concedida por la reina Urraca a Fernando García de Hita en [119, fue en 1222 cuando el monarca Fernando III otorga el señorío de la Villa al Obispado de Toledo. Esta situación se mantendría durante toda la Edad Media, hasta que ya en la Edad Moderna, a finales del siglo XVI Felipe II le concede la categoría de villa.
En el siglo XVI la Relación de la villa de Uceda, enviada a Felipe II en el año 1571, cifró la población de Valdepeñas de la Sierra en 150 habitantes. Felipe II, acuciado por la necesidad apremiante de financiación de sus esfuerzos bélicos contra Francia, dispuso la concesión del título de villazgo a múltiples localidades como forma de solventar dichas estrecheces económicas. Según una inscripción en la basa de la antigua cruz —símbolo oficioso a modo de rollo de la condición de villa—, hoy sustituida por una más moderna, la fecha de tal acontecimiento en Valdepeñas de la Sierra dataría de 1595.
En las relaciones del marqués de la Ensenada de 1752, se proporcionó un parte de los recursos y patrimonio de los ciudadanos de Valdepeñas de la Sierra. En él se documentó que el pueblo cultivaba vino, olivo y trigo —la tríada mediterránea— además de cebada y centeno. Producía también miel (tenía de 80 a 90 colmenas). El ganado ovino era el más importante (más de 5000 cabezas), seguido del caprino (más de 2000 cabezas). Había 42 yuntas de mulas y ocho de bueyes. La localidad disponía por aquel entonces de una carnicería, una taberna, un boticario, dos almazaras y dos molinos harineros, así como 210 viviendas.
Hacia mediados del siglo XIX, la localidad contaba con una población de 284 habitantes. Aparece descrita en el decimoquinto volumen del Diccionario geográfico-estadístico-histórico de España y sus posesiones de Ultramar de Pascual Madoz de la siguiente manera:

VAL DE PEÑAS: v. con ayunt. en la prov. de Guadalajara (7 leg.), part. jud. de Tamajon (5), aud. terr. de Madrid (10, c. g. de Castilla la Nueva, dióc. de Toledo (12); sit. en terreno peñascoso con buena ventilacion y clima frio; tiene 170 casas; la consistorial con cárcel; escuela de instruccion primaria, común á ambos sexos, á cargo de un maestro dotado con 1,000 rs.; una igl. parr. (La Purificación de Ntra. Sra.), servida por un cura y un sacristan: confina el térm. con los de Tortuero, Alpedrete, Casa de Uceda y la Puebla de Valles; dentro de él se encuentran tres fuentes de buenas aguas y la ermita de la Soledad; el terreno bañado por el Jarama, es quebrado en su mayor parte y de mediana calidad, comprende buenos montes de encina y roble: caminos los locales en mal estado; correo, se recibe y despacha en Torrelaguna: prod.: cereales, legumbres, aceite, vino, leñas de combustible y yerbas de pasto con las que se mantiene ganado lanar, cabrio y vacuno; ind.: la agrícola, un molino harinero y dos aceiteros; comercio: esportacion del sobrante de frutos, ganado y lana é importacion de los art. que faltan. pobl.: 71 vec., 284 alm. cap. prod.: 1.277,600 rs. imp.: 140,540. contr.: 12,527.
(Madoz, 1849, p. 258)

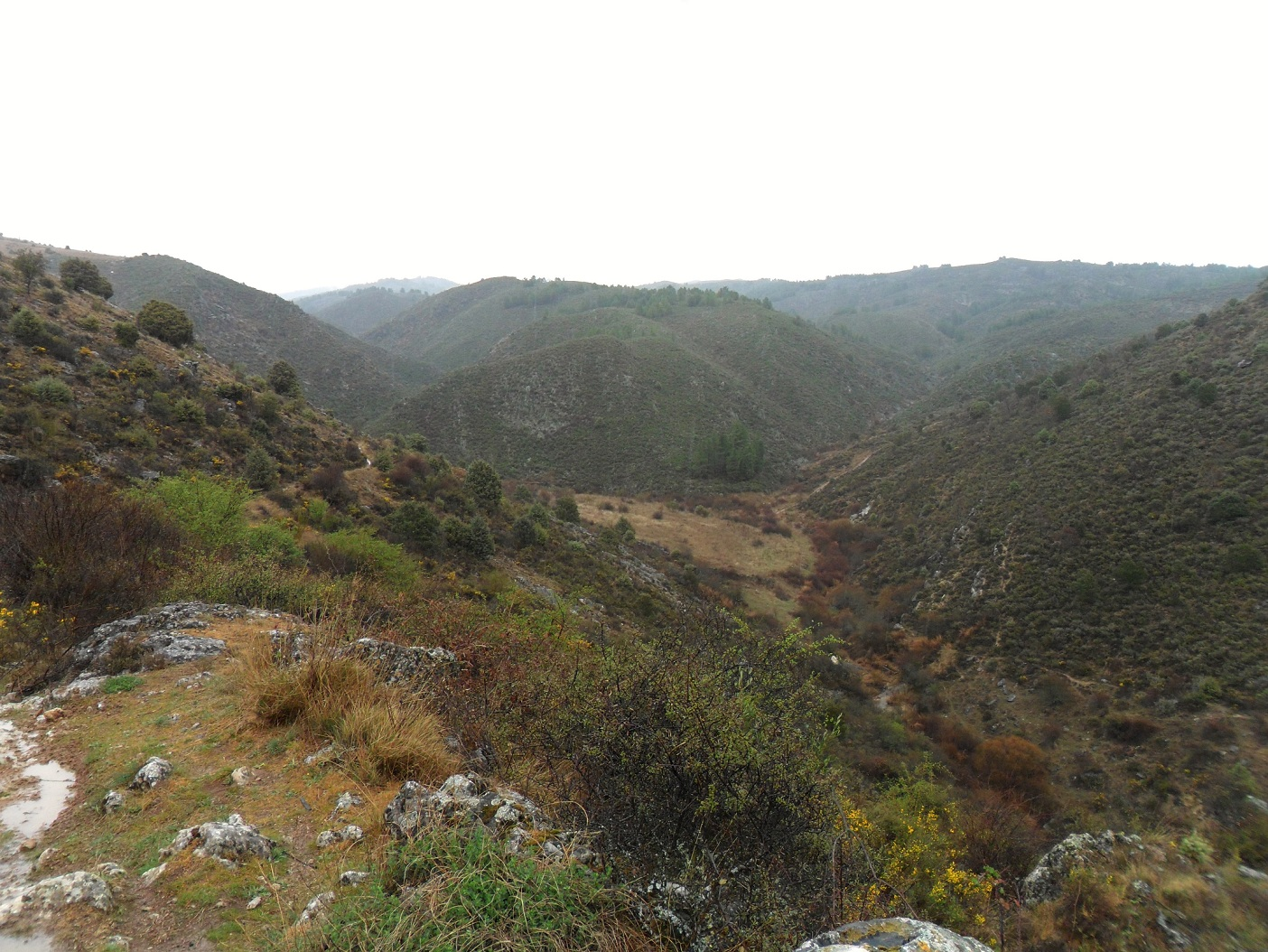
Barranco de la Fuente del Cubillo. Se pueden observar sabinas dispersas y pinos de repoblación

Desde la segunda mitad del siglo XX hasta la actualidad, de manera simultánea a la severa despoblación demográfica del medio rural en la provincia de Guadalajara, relativo al municipio destacan las diversas iniciativas que desde estamentos administrativos superiores se tomaron con el fin de legislar una mayor protección medioambiental de Valdepeñas de la Sierra, en el contexto general de la Sierra Norte de Guadalajara.
En 1961 se aprobó un plan de recuperación natural y reforestación con pinos de la zona comprendida entre el río Lozoya y el río Jarama, que incluye parte de los antiguos términos municipales de Alpedrete de la Sierra y de Valdepeñas de la Sierra, además del de Tortuero. Una década más tarde, en 1973, se declaró, junto a otras doce áreas de caza, la creación de la Reserva de caza de Sonsaz, que incluyó también una parte del municipio. Las especies cinegéticas indicadas fueron el corzo en caza mayor y la perdiz roja en cuanto a caza menor.
En el 2011 se creó una nueva figura de protección medioambiental superior, el parque natural de la Sierra Norte de Guadalajara, que engloba a la parte del municipio ya incluida dentro de la Reserva de caza de Sonsaz.

## Demografía
Valdepeñas de la Sierra cuenta con una población de 149 habitantes (INE 2024).
| Gráfica de evolución demográfica de Valdepeñas de la Sierra entre 1842 y 2021 |
| |
| Población de derecho según los censos de población del INE Población de hecho según los censos de población del INEEntre el censo de 1981 y el anterior, crece el término del municipio porque incorpora a Alpedrete de la Sierra |

Su término municipal engloba también la pedanía de Alpedrete de la Sierra (36 habitantes). La localidad sufrió un importante éxodo rural durante las décadas de los cincuenta y los sesenta del siglo XX, y en la actualidad continúa siendo víctima del despoblamiento rural. Cabe citar que en 1867 la localidad de Valdepeñas de la Sierra contaba con 171 vecinos y 729 habitantes.
Es característico de la demografía del municipio un elevadísimo envejecimiento. Según el padrón del 2011 Valdepeñas de la Sierra presenta un 46,5 % de tasa de envejecimiento (tasa de España del 17,2 %) y un 104,1 % de tasa de dependencia (tasa de España del 47,1 %). El reemplazo demográfico no está garantizado pues presenta una tasa de reemplazo de tan solo el 54,2 %. La población empadronada de origen extranjero solo representaba el 6,6% del total (13 personas) siendo el colectivo rumano el de mayor importancia con un 46 % del total (6 personas).
| Entidades de población que forman el municipio de Valdepeñas de la Sierra |                                           |            |                 |
| Entidad de población                                                      | Coordenadas                               | Habitantes | Distancia en km |
| Valdepeñas de la Sierra                                                   | 40°54′29″N 3°23′15″O / 40.90806, -3.38750 | 162        | -               |
| Alpedrete de la Sierra                                                    | 40°54′36″N 3°24′30″O / 40.91000, -3.40833 | 36         | 2,6             |
| Fuentes: INE 2011 Valdepeñas de la Sierra. Google Earth.                  |                                           |            |                 |

## Economía

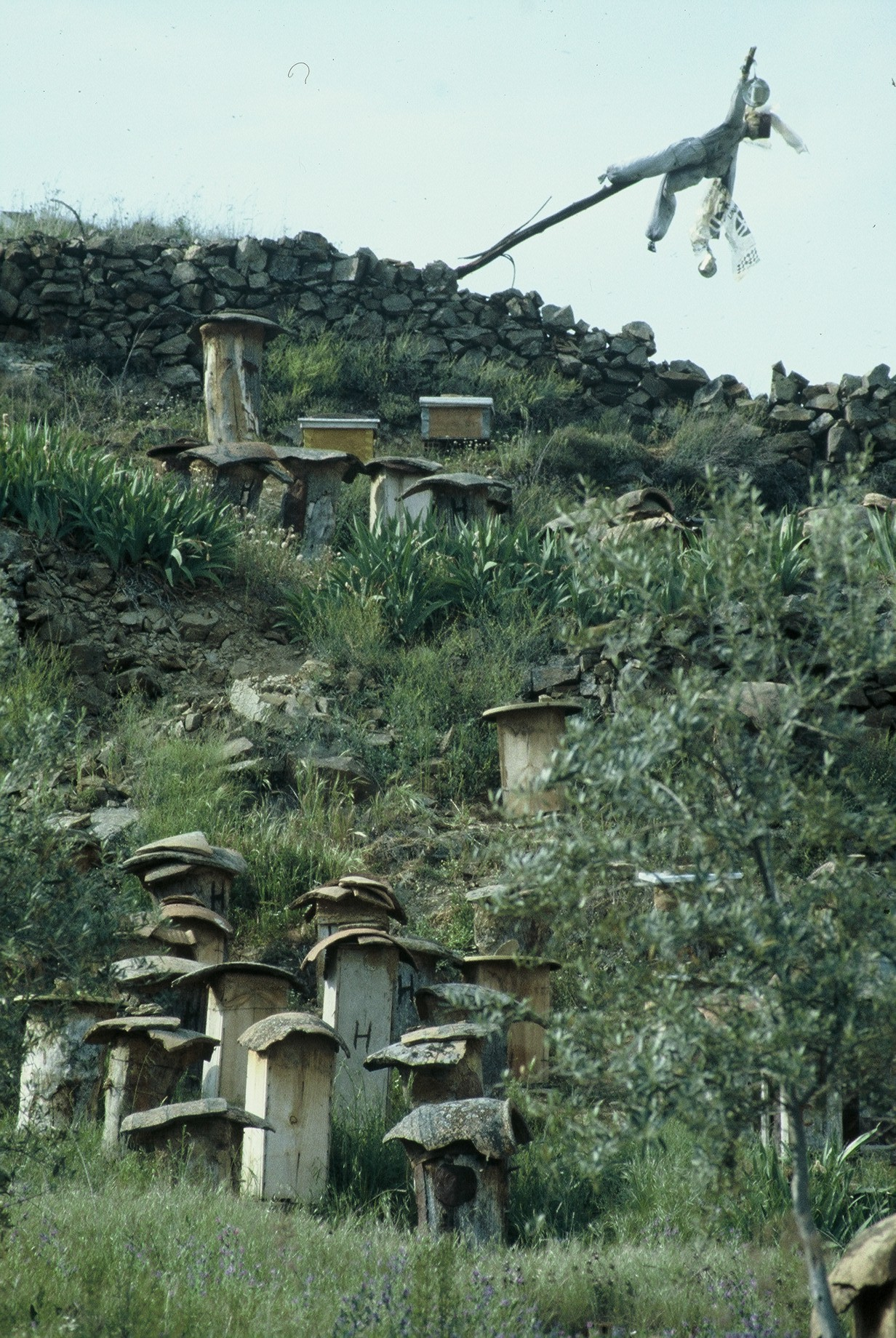
Colmenar tradicional en Valdepeñas de la Sierra

El municipio presenta una débil actividad económica. La agricultura ocupaba en 2007 al 18,2 % de la población sobre un total de 33 trabajadores. Los principales sectores económicos en ese mismo periodo eran la construcción (39,4 % de los trabajadores) y el sector servicios (39,4 % de los trabajadores). Un único trabajador (3 % del total) se dedicaba a la industria extractiva. Cerca del río Jarama, fuera del núcleo urbano, existe una explotación de áridos (zahorras) cuyo promotor es Áridos Madrigal S.L. Su actividad está limitada por el impacto natural que provoca esta industria de extracción.
 El municipio tiene una piscina municipal al aire libre, explotada en los meses de verano.

## Comunicaciones
Valdepeñas de la Sierra constituye un cul-de-sac en transporte por carretera. La carretera GU-1066 comunica a la localidad con su pedanía Alpedrete de la Sierra, donde muere. La GU-1066 comienza en el cruce con la GU-1065, que comienza muy cerca en el cruce con la GU-123 y termina en Tortuero. La GU-123 que también pasa por el municipio, se une ya en la Comunidad de Madrid con la M-102, que comienza en Torrelaguna. Valdepeñas de la Sierra está a 29 km de la autovía más cercana, la carretera de Burgos A-1. El aeropuerto más cercano es el de Madrid-Barajas, que se encuentra a 75 km de distancia.
| Numeración | Nombre                               | Itinerario                                                 | Datos |
| ---------- | ------------------------------------ | ---------------------------------------------------------- | ----- |
| GU-1066    | Carretera de Valdepeñas de la Sierra | Alpedrete de la Sierra – Valdepeñas de la Sierra – GU-1065 |       |
| GU-1065    | Carretera de Tortuero                | GU-123 – Tortuero                                          |       |
| GU-1023    | Carretera de Torrelaguna             | Comunidad de Madrid (M-102) - Casa de Uceda (CM-1001)      |       |

## Administración y política
| Periodo   | Nombre                      | Partido |
| --------- | --------------------------- | ------- |
| 2003-2007 | Emilio Herrera              | PSOE    |
| 2007-2011 | María de Arribas Borlaf     | PP      |
| 2011-2015 | Ángeles Herrera López       | PP      |
| 2015-2019 | Ángeles Herrera López       | PP      |
| 2019-2023 | José Luis Palmero Fernández | PSOE    |

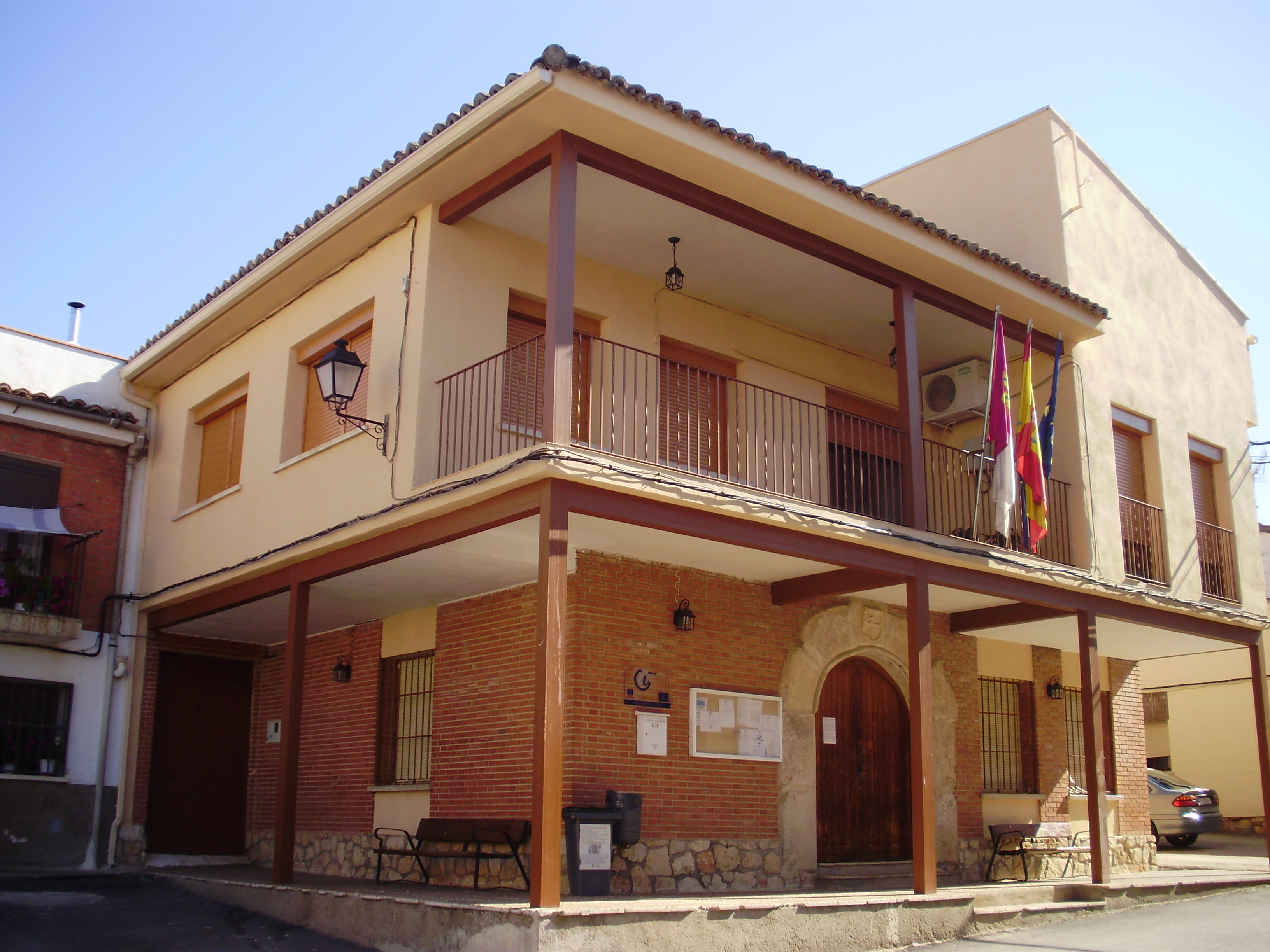
Casa consistorial

El alcalde de la localidad, tras las elecciones municipales de 2019, es José Luis Palmero Fernández, del Partido Socialista Obrero Español. Sucedió a Ángeles Herrera López, del Partido Popular.
| Partido político                         | 2015  | 2015  | 2015       | 2011  | 2011  | 2011       | 2007  | 2007  | 2007       | 2003  | 2003   | 2003       |
| Partido político                         | Votos | %     | Concejales | Votos | %     | Concejales | Votos | %     | Concejales | Votos | %      | Concejales |
| Partido Popular (PP)                     | 68    | 53,97 | 4          | 77    | 55,00 | 4          | 78    | 53,79 | 4          | 81    | 46,00% | 2          |
| Partido Socialista Obrero Español (PSOE) | 36    | 28,57 | 1          | 54    | 38,57 | 1          | 51    | 35,17 | 1          | 69    | 39,00% | 3          |
| Izquierda Unida (España) (IU)            | -     | -     | -          | -     | -     | -          | 2     | 1,38  | 0          | 26    | 15,00% | 0          |

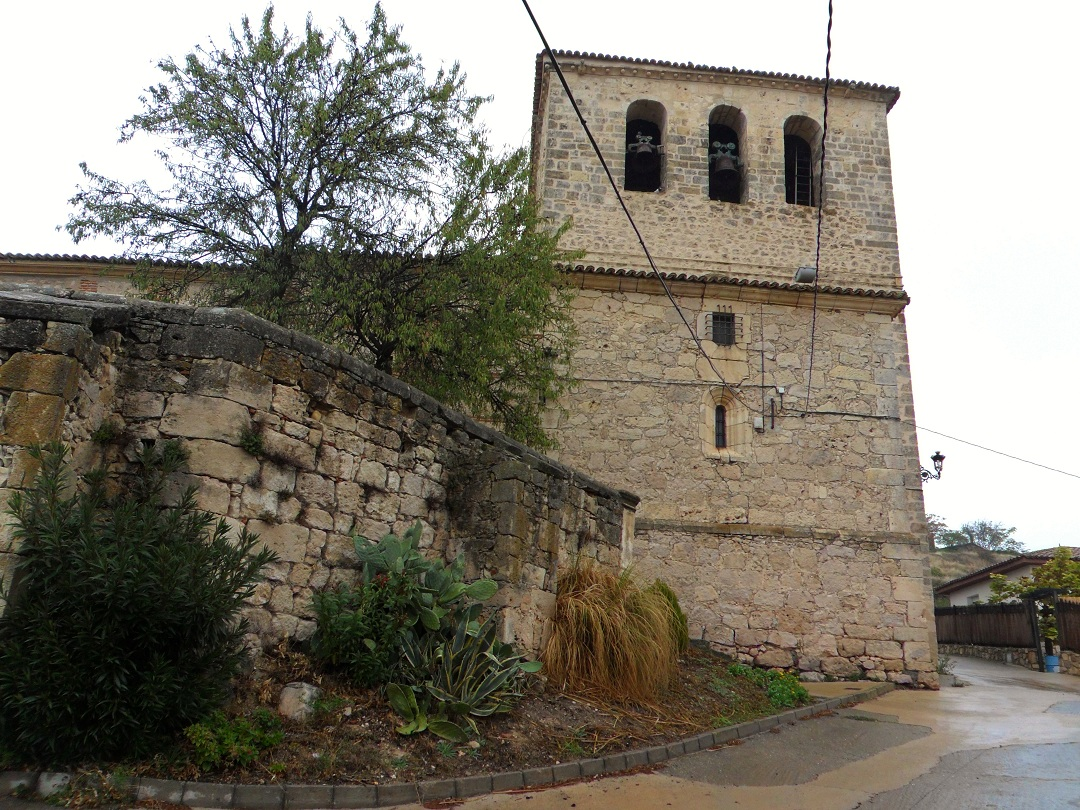
Iglesia de la Purificación

Debido su reducido tamaño el municipio de Valdepeñas de la Sierra mancomuna sus servicios. Pertenece a la mancomunidad de Campiña Alta junto a Valdesotos, Tortuero, Casa de Uceda, El Cubillo de Uceda, Villaseca de Uceda, Viñuelas, y Fuentelahiguera de Albatages. Valdepeñas de la Sierra pertenece al partido judicial n.º 1 de Guadalajara, cuya cabeza es la propia ciudad de Guadalajara. Esta adscripción fue fijada por la Ley de Demarcación y de planta Judicial el 28 de diciembre de 1988.

## Patrimonio
La iglesia de la Purificación, recientemente restaurada, es de estilo gótico y está construida en ladrillo y mampostería. La cubierta es de madera, de reminiscencia mudéjar.
Valdepeñas también cuenta con la ermita de la Soledad, que fue construida en el siglo XVI en estilo renacentista.